# Filogeneza
Filogeneza (grčki φυλογένεση, složenica od φῦλον, novogrčki izgovor: filon - koljeno, rodbina, i γéνeσiς, novogrčki izgovor: jénnissi - rođenje, nastajanje) označava razvoj živih bića (biološka evolucija) kroz povijest Zemlje. Znanost koja proučava filogenezu zove se filogenija.
Pojam nije ograničen samo na evoluciju životinjskih stabala nego uključuje i razvoj pojedinih taksa na svim razinama sistematike. Koristi ga se i za karakteriziranje evolucije pojedinih osobina kroz razvojnu povijest.
Istraživanje filogeneze provodi se naročito
- vrednovanjem morfoloških i anatomskih osobina fosila,
- uspoređivanjem morfoloških, anatomskih i fizioloških osobina recentnih živih bića,
- uspoređivanjem ortogeneze pretežno recentnih živih bića,
- analizom DNK, naročito pojedinih segmenata DNK i molekularno filogenetskim metodama.

Iz ovih podataka može se izraditi filogenetsko stablo koje prikazuje pretpostavljene srodničke odnose.
Znanstveno teorijski problem filogenetskih istraživanja leži u činjenici, da filogeneza u pravilu ne može direktno promatrati niti eksperimentalno ponoviti evolucijske procese koji su se evidentno odvijali. Radi koliko toliko zaokruženih rekonstrukcija stabala porijekla odnosno razvoja, neophodno je koristiti dokaze koje prikupljaju razna druga znanstvena područja. 
Kod vrednovanja raznih osobitosti vrlo važno je razlikovati homologiju od analogije.
- Homolognost, na primjer homologni organi ili homologni način ponašanja pokazuju isti osnovni plan građe ili istu strukturu koja varira ovisno o ekološkim uvjetima. Homologni organi mogu imati vrlo različitu namjenu pa prema tome imati i vrlo različit izgled. Tipičan primjer homologije organa su prednji udovi kralježnjaka. Dijelom su se razvili u prednje udove za hodanje, ali drugačije oblikovani, mogu biti krila (ptice, pterosauria, šišmiši), peraje (ribe, pingvinke, ichthyosauria, kitovi), udovi za hvatanje (čovjek, majmuni i neki pripadnici sauria) ili alat za kopanje (krtice, gola krtica, krtice tobolčari). Koštana podloga ovih udova u osnovi je jednaka. Isti način građe može se objasniti samo filogenezom. Homologije upućuju na filogenetsku srodnost i predstavljaju značajan dokaz za oblikovanje stabala srodnosti.

- Analogije, na primjer analogni organi, pokazuju - ponekad zapanjujuću - vanjske sličnosti a pored toga imaju i iste funkcije. No, oni su se razvili nezavisno jedni od drugih konvergentnim razvojem. Tako oči dijela glavonožaca i kralježnjaka izvana izgledaju jednako, a imaju i istu funkciju. Tek kod pobliže mikroskopske analize može se utvrditi razlika u građi. Ontogenetska istraživanja pokazuju, da su se razvili iz različitih kličnih listaka. Analogije nisu dokaz bliske filogenetske srodnosti. Upravo obrnuto, one u pravilu sugeriraju odvojene razvojne putove.

## Više informacija
- ontogeneza